# Maria Dulce Barbosa
Maria Dulce Barbosa (Queimadas, 11 de agosto de 1915 - 8 de março de 2013) foi uma política e professora paraibana, conhecida por ter sido a primeira mulher prefeita eleita na Paraíba.

## Biografia
Natural de Queimadas, Maria Dulce Barbosa iniciou sua carreira na educação. Foi professora do Grupo Escolar José Tavares, em 1937, e logo em seguida passou a ser diretora. Iniciou a vida política em 1935, pelo PP (Partido Progressista), representando Queimadas na chapas para vereadores. Em 1947, foi eleita a primeira vereadora de Campina Grande. Foi reeleita em 1951 e em 1955. Em 1950, foi candidata a deputada estadual pela UDN, mas não chegou a se eleger. Em 1959, perdeu as eleições para vereadora, mas continuou na vida política até ser eleita como a primeira prefeita de Queimadas em 1962, se tornando a primeira mulher prefeita da Paraíba. Dulce também ficou conhecida fazer parte do movimento das mulheres na Paraíba entre os anos de 1930 e 1940.
Após aposentar-se da vida política, Maria Dulce Barbosa se dedicou ao magistério. No início da década de 60, fundou  o Ginásio Comercial Dulce Barbosa - que existe até hoje. Morreu em 2018, vítima de infarto aos 96 anos.